# 迪納 (演員)
迪納（英語：Dheena，1990年1月27日—），印度男演員、喜劇演員、編劇及主持人，主要參演考萊塢電影。他因在電影《大拇指巴》（2019年）、《機關槍囚徒》（2019年）和《麻辣教授》（2021年）中擔任要角而聞名，並以參賽者身份參與電視節目《誰來混？》。
《機關槍囚徒》和《麻辣教授》皆為洛克希·卡納賈拉吉執導電影，迪納之後也在同導演的《考萊塢之硬漢任務》（2022年）中客串演出。

## 外部連結
- 迪納在互联网电影资料库（IMDb）上的資料（英文）